# Нъти Пъти
Пещерата Нъти Пъти (на английски: Nutty Putty Cave) е хидротермална пещера, разположена западно от езерото Юта в окръг Юта, САЩ. Пещерата е популярна сред любители и професионални пещерняци, въпреки тесните си проходи. Тя е затворена за обществеността през 2009 г. след фатален инцидент същата година. Преди това е често посещавана от бойскаутските групи и студенти.